# Sergio Vega
José Sergio Vega Cuamea (Ciudad Obregón, Sonora, 12 de septiembre de 1969 – Los Mochis, Sinaloa, 26 de junio de 2010) conocido también como El Shaka, fue un cantante de música regional mexicana; especializado en los estilos de banda sinaloense y norteño. 
El 26 de junio del 2010, fue asesinado por un comando armado que le disparó en más de 30 ocasiones. Horas antes, el cantante había desmentido los rumores de su supuesta muerte en su "Cadillac CTS", comentando que a raíz de la ola de violencia sufrida por los músicos de su estilo, había reforzado su seguridad.

## Carrera
Sergio Vega nació el 12 de septiembre de 1969, al pie de la Sierra en el ejido de Hornos situado en el estado de Sonora y a unos 20 minutos de Ciudad Obregón, ocupando el octavo lugar en una familia de trece hermanos. Su interés por la música fue desde muy pequeño, ya que tocaba batería con cacharros viejos. Hizo sus pinitos en bares de la ciudad de Phoenix, Arizona, como bajo sextista, al lado de sus hermanos y ya en forma profesional se inició en 1989 con el grupo de los Hermanos Vega, con el cual realizó varias grabaciones y tuvo éxitos como “Corazón de Oropel”, “El Rayo de Sinaloa”, y muchos más bajo el sello Joey Records.

## Asesinato
Fue asesinado el sábado, 26 de junio de 2010, por varios sicarios que le dispararon en varias ocasiones mientras conducía por la carretera México 15, casi llegando a la caseta de cobro de San Miguel en Los Mochis, Sinaloa. Se dirigía a una presentación que iba a tener esa noche y fue interceptado por un grupo de sicarios que le hicieron la parada, pero al no aceptar detenerse comenzó una persecución dándole alcance justo antes de la caseta antes mencionada. Horas antes, el cantante había desmentido que hubiera sido víctima de un atentado, como se había rumoreado. De hecho, había comentado que a raíz de la ola de violencia sufrida por los músicos de su estilo, había reforzado su seguridad. Desde 1992 músicos populares mexicanos han muerto a manos de sicarios del crimen organizado.

## Discografía
- 1996 - Una Página Más (baterista de los nuevos cadetes)

Como solista 
- 1999 - Te Quiero
- 2000 - De La Mano Por La Vida
- 2000 - Para Reconquistarte
- 2002 - Oro Norteño
- 2004 - Me Gusta Estar Contigo
- 2004 - Serie Top 10
- 2005 - Éxitos Eternos
- 2006 - Necesito Dueña
- 2006 - Puros Madrazos: Rancheras y Corridos
- 2007 - Dueño De Ti...Lo Mejor De El Shaka
- 2007 - Cuando El Sol Salga Al Revés
- 2009 - Más Éxitos Con El Shaka
- 2009 - Puras Cumbias
- 2010 - Rey De La Banda y Norteño
- 2010 - Millonario De Amor
- 2010 - A Mi Gente...Mis Canciones En Vivo
- 2011 - Recordando A El Shaka
- 2012 - Desde El Cielo
- 2012 - 30 Años
- 2012 - Con La Luz De Un Rayo
- 2012 - Sergio Vega 20 Éxitos
- 2012 - Mis Favoritas

## Discografía independiente
- 30 Años
- ¿Cómo la lluvia?
- Sólo éxitos
- A través de la luna
- Puros corridos shakas
- Pase y pase
- De la mano por la vida
- Puros corridos
- Tatuajes
- Para reconquistarte
- Te quiero
- 15 tamborazos con el Shaka
- El jefe de las plazas
- Plaza nueva
- Con la luz de un rayo